# U/19-EM i fodbold for kvinder 2018
U/19 Europamesterskaberne i fodbold for kvinder 2018 var den 17. udgave af europamesterskaberne for U/19-landshold, arrangeret af UEFA. Slutrunden blev afholdt 18. - 30. juli 2019 i Yverdon-les-Bains, Biel/Bienne, Wohlen og Zug i Schweiz.
I alt deltog otte hold i turneringen, hvor spillere der var født fra den 1. januar 1999 eller senere, var tilladt at deltage.
Spanien vandt turneringen, efter finalesejr over Tyskland, med cifrene 1-0. Spanien blev også samtidig den første nation til at vinde kvindernes U/17 EM og U/19 EM, samme år.

## Kvalifikation
Der var i alt 47 deltagende hold i kvalifikationen.

### Kvalificerede hold
| Hold     | Kvalfikation            | Deltagelser | Seneste deltagelse | Bedste placering                |
| -------- | ----------------------- | ----------- | ------------------ | ------------------------------- |
| Schweiz  | Vært                    | 8.          | 2016 (semifinale)  | Semifinale (2009, 2011)         |
| Norge    | Vinder af Kval-gruppe 1 | 12.         | 2016 (gruppespil)  | Sølv (2003, 2008, 2011)         |
| Tyskland | Vinder af Kval-gruppe 2 | 15.         | 2017 (semifinale)  | Vinder (2002, 2006, 2007, 2011) |
| Frankrig | Vinder af Kval-gruppe 3 | 14.         | 2017 (sølv)        | Vinder (2003, 2010, 2013, 2016) |
| Spanien  | Vinder af Kval-gruppe 4 | 13.         | 2017 (vinder)      | Vinder (2004, 2017)             |
| Holland  | Vinder af Kval-gruppe 5 | 8.          | 2017 (semifinale)  | Vinder (2014)                   |
| Danmark  | Vinder af Kval-gruppe 6 | 7.          | 2015 (gruppespil)  | Semifinale (2002, 2006, 2012)   |
| Italien  | Vinder af Kval-gruppe 7 | 7.          | 2017 (gruppespil)  | Vinder (2008)                   |

## Værtsbyer
De otte hold blev fordelt i to grupper af fire hold, gruppe vest spillede i (Biel/Bienne, Yverdon-les-Bains) og gruppe øst spillede i (Wohlen, Zug).
| Yverdon-les-Bains | Biel/Bienne      | Yverdon Biel/Bienne Wohlen Zug | Wohlen               | Zug                   |
| ----------------- | ---------------- | ------------------------------ | -------------------- | --------------------- |
| Stade Municipal   | Tissot Arena     | Yverdon Biel/Bienne Wohlen Zug | Stadion Niedermatten | Herti Allmend Stadion |
| Kapacitet: 5,165  | Kapacitet: 5,200 | Yverdon Biel/Bienne Wohlen Zug | Kapacitet: 3,616     | Kapacitet: 4,707      |
|                   |                  | Yverdon Biel/Bienne Wohlen Zug |                      |                       |

## Dommere
Der blev i alt udtaget 6 dommere, 8 linjedommere og 2 fjerdedommere.
| Dommere - Ivana Martinčić - Rebecca Welch - Eleni Antoniou - Tess Olofsson - Melis Özçiğdem - Cheryl Foster | Linjedommere - Khayala Azizzade - Hanna Ilyankova - Nikola Šafránková - Jenni Mahlamäki - May Moalem - Elena Soklevska Ilievski - Iana Eleferenko - Jasmina Zafirović | Fjerdedommere - Angelika Soeder - Sandra Strub |

## Indledende runde

### Gruppe A
| Pos | Hold     | K | V | U | T | M+ | M- | MF | P | Kvalifikation |
| --- | -------- | - | - | - | - | -- | -- | -- | - | ------------- |
| 1   | Norge    | 3 | 2 | 0 | 1 | 4  | 3  | +1 | 6 | Slutspil      |
| 2   | Spanien  | 3 | 2 | 0 | 1 | 4  | 3  | +1 | 6 | Slutspil      |
| 3   | Schweiz  | 3 | 1 | 1 | 1 | 5  | 5  | 0  | 4 |               |
| 4   | Frankrig | 3 | 0 | 1 | 2 | 3  | 5  | −2 | 1 |               |

1. 1 2  Head-to-head result: Spanien 0–2 Norge.